# 三丘温泉
三丘温泉（みつおおんせん）は、山口県周南市（旧国周防国）にある温泉。

## 泉質
- 硫黄泉
- 放射能泉
  - 源泉温度34℃
  - 無色透明の源泉

## 周辺環境
島田川近くに温泉地が広がる。島田川の川底にも源泉がある。旅館は3軒存在する。
日帰り入浴の場合、市営の共同浴場「東善寺やすらぎの里」があるほか、旅館の日帰り受付を利用することができる。
田園風景が周囲に広がるのどかな地域であり、環境省指定の国民保養温泉地となっている。

## 旅館
- バーデンハウス三丘（当面の間、休業中）
- 三水園
- つるや旅館

## 歴史
島田川中流域の三丘地域には筏場という地名が残り、明治初年頃まで木材の集散地として栄え、厳寒期になると船頭が川岸近くの砂地で手足を暖めたという。また、負傷した鶴が飛来して傷を癒したとの伝説もある。
昭和25年（1950）のキジア台風による洪水で島田川の中州がえぐられたことで泉源が露出し、昭和30年（1955）にボーリングによって開発された。 1961年（昭和36年） 4月1日 - 厚生省告示第73号により、国民保養温泉地に指定。 1991年(平成3年) - 環境庁（現：環境省）より、国民保健温泉地に追加指定。

## アクセス
- 鉄道：岩徳線高水駅よりタクシーで約10分。山陽本線徳山駅よりバス(防長交通)で約40分。島田駅よりバスで約10分。
- 自家用車：山陽自動車道熊毛ICより約5分。